# Midtown Manhattan

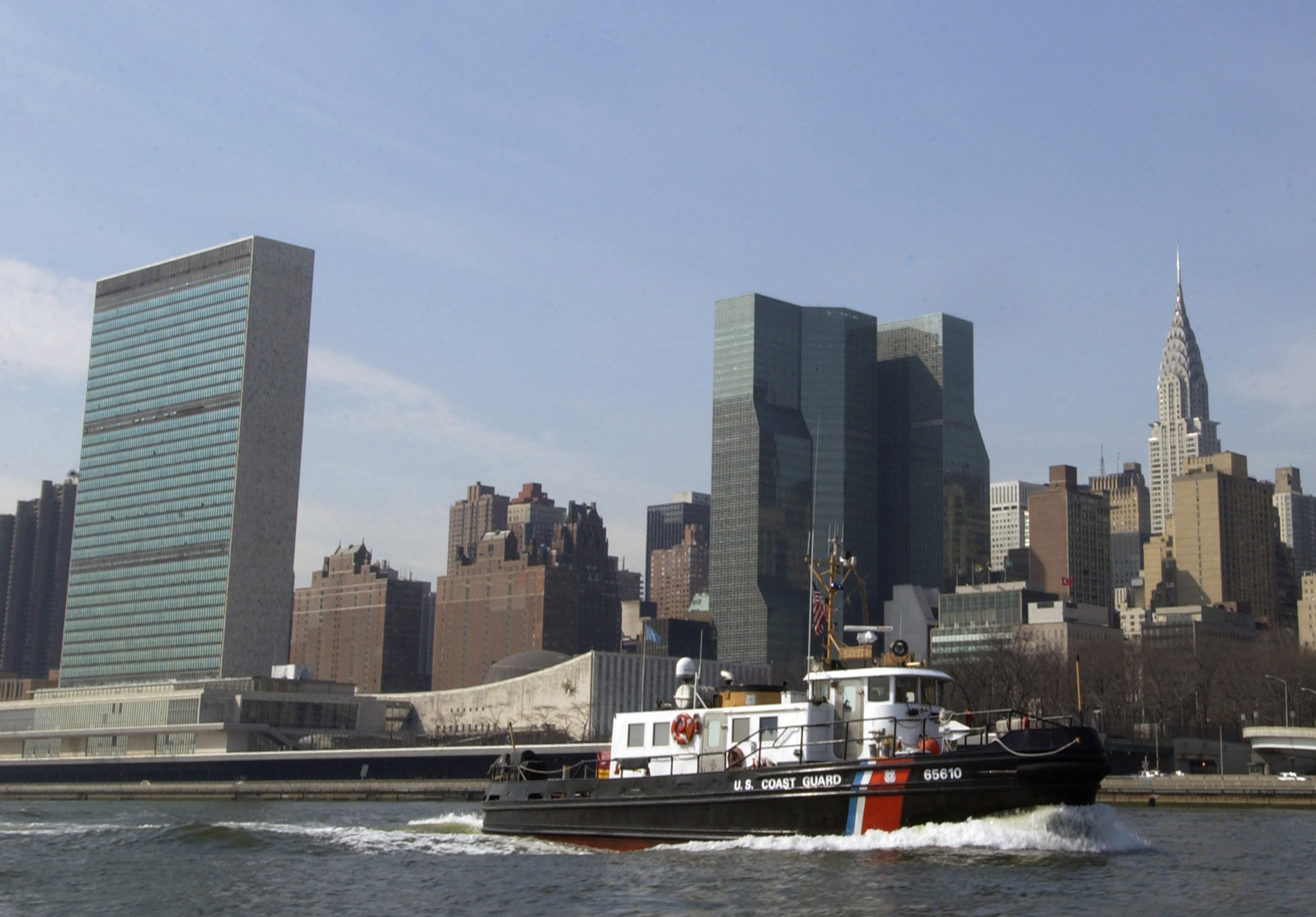
La Midtown vista dall'East River, con il Palazzo delle Nazioni Unite a sinistra e il Chrysler Building a destra.

Midtown Manhattan, nota brevemente come Midtown, è una zona del distretto e isola di Manhattan, a New York. Rappresenta la parte di Manhattan situata a nord di Lower Manhattan (Downtown Manhattan) e a sud di Upper Manhattan.
I confini della Midtown non sono esattamente definiti, ma generalmente è considerata come l'area di Manhattan compresa tra il Greenwich Village a sud e Central Park a nord, cioè tra la 34ª e la 59ª strada.
Comprende molti dei più famosi grattacieli di New York, tra cui l'Empire State Building, il Chrysler Building, la Bank of America Tower, il Palazzo delle Nazioni Unite, e grandi zone commerciali come il Rockefeller Center, Times Square e il Trump Tower.
È attraversata da famose strade quali la Fifth Avenue, la Avenue of the Americas (la Sixth Avenue), Broadway, Park Avenue e Madison Avenue.
Vi si trovano il Museum of Modern Art, la Carnegie Hall, il Madison Square Garden, la sede del New York Times, la New York Public Library (la più grande biblioteca pubblica degli Stati Uniti), la cattedrale di San Patrizio e tre delle quattro maggiori reti televisive statunitensi.
La Midtown è sede di molte grandi aziende degli Stati Uniti, tra cui si possono citare: Barnes & Noble, Calvin Klein, CBS Corporation, Citigroup, Colgate-Palmolive, Estée Lauder, JPMorgan Chase, Marvel Entertainment, McGraw-Hill, The New York Times, Morgan Stanley, Simon & Schuster, Six Flags, Time Warner, Viacom e la Trump Organization.